# Firmware
Firmware er et begreb der bruges til at betegne de faste, og sædvanligvis ret små programmer, der internt giver kontrol til forskellige elektroniske enheder. Den kontrol kan indeholde instrukser om at give enheden den grundlæggende drift samt gennemførelse af forskellige funktioner.
Eksempler på enheder der indeholder firmware kunne være fra helt små produkter som fjernbetjeninger eller regnemaskiner til komplekst udstyr som mobiltelefoner, digitale kameraer og personlige computere. På personlige computere og smartphones, fortæller firmwaren om hardwaren har mulighed for at afvikle de instruktioner, som blev givet af en kernens indlæste driver.
Typisk er firmware bosat som forskellige typer ROM der både kan være programmerbare og låste, mens mere komplekse firmware anvender flash memory til at give mulighed for opdateringer, hvilket kan blive brugt til at fixe bugs eller tilføje flere funktioner til enheden.
Firmware er generelt ikke kategoriseret som enten hardware eller software, men en blanding af dem. Men i fleste tilfælde kan det være software alene.
Eksempler på firmware inkluderer:
- BIOS som er fundet i IBM-kompatible computere
- EFI som ofte er brugt i Intel-baserede computervarianter fra Apple Computer
- Open Firmware, som anvendes i computere fra Sun Microsystems og Apple Computer
- ARCS, som er brugt i computere fra Silicon Graphics
- Kontrol af lyd og video samt kanallisten i moderne tv-apparater
- Tidsstilling og kontrolsystemer for vaskemaskiner

## Ekstern henvisning
- Nettips Arkiveret 10. maj 2022 hos  Wayback Machine

| Software | Spire Denne artikel om software og programmering er en spire som bør udbygges. Du er velkommen til at hjælpe Wikipedia ved at udvide den. |